# Euphorbia taurinensis
Euphorbia taurinensis là một loài thực vật có hoa trong họ Đại kích. Loài này được All. mô tả khoa học đầu tiên năm 1785.